# Weinmannia marquesana
Weinmannia marquesana är en tvåhjärtbladig växtart som beskrevs av Forest Brown. Weinmannia marquesana ingår i släktet Weinmannia och familjen Cunoniaceae.

## Underarter
Arten delas in i följande underarter:
- W. m. angustifolia
- W. m. myrsinites